# Günther Kress
Günther Kress (* 6. Februar 1929 in Stuttgart; † 1. Juli 2023) war ein deutscher Medienjournalist und der Gründer des Kommunikations-Branchendienstes kressreport.

## Leben und Karriere
Kress wurde in Stuttgart geboren und wuchs dort und in Biberach auf. Seine journalistische Laufbahn begann in den 1950er Jahren im Redaktionsbüro des ehemaligen Spiegel-Korrespondenten in Baden-Württemberg, Waldemar Schweitzer. Seit 1962 war er verantwortlicher Redakteur des Informationsdienstes „aus unseren Kreisen“, der im Stuttgarter Waldemar Schweitzer Verlag erschien. Im Juni 1966 gründete er seinen eigenen Informationsdienst kressreport, bei dem er bis Ende 1995 als geschäftsführender Gesellschafter und Redakteur tätig war.
Rund 30 Jahre berichtete der „Dienstmann“, so sein Spitzname in Verlagskreisen, über die deutsche Medienbranche. Ende 1995 verkaufte Günther Kress seinen Report an Thomas Wengenroth und Peter Turi und zog sich auf den Posten des Herausgebers zurück, Wengenroth verkaufte 2008 an Haymarket Media, wodurch Kress als Herausgeber ausschied.
Zuletzt lebte Kress als Privatier in Winnenden in der Nähe von Stuttgart. Kress hatte zwei Töchter. Er starb am 1. Juli 2023 im Alter von 94 Jahren.